# Anne Jacques de Bullion

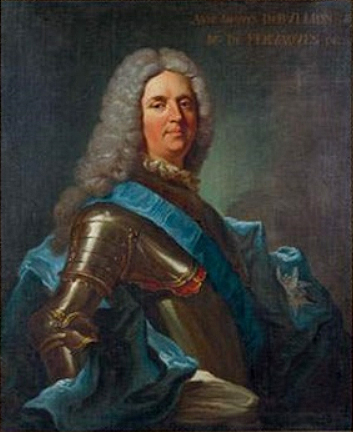
Anne Jacques de Bullion

Anne Jacques de Bullion (* 31. Dezember 1679; † 23. April 1745), genannt Marquis de Bonnelles, aus der Familie Bullion war ein französischer Adliger und Militär.
Er war Marquis de Fervaques und Baron de Thiembronne.

## Leben
Anne Jacques de Bullion ist der älteste Sohn von Charles Denis de Bullion (1651–1721), Marquis de Gallardon et de Fervaques, Prévôt de Paris, und Marie Anne Rouillé de Meslay (um 1659–1714). Sein jüngerer Bruder Gabriel Jérôme de Bullion (wohl 1695–1751), Comte d’Esclimont, wurde ebenfalls Prévôt de Paris als unmittelbarer Nachfolger seines Vaters, so dass die Familie Bullion das Amt 67 Jahre in Folge innehatte.
Er heiratete am 27. März 1708 Marie-Madeleine Hortense Gigault de Bellefonds (* 1683; † 22. Januar 1766 in Paris), Tochter von Louis Christophe Gigault, Marquis de Bellefonds et de La Boulaye, Gouverneur von Schloss Vincennes, Premier Écuyer de Madame la Dauphine, und Marie Olympe Emmanuelle de La Porte-Mazarini.
In seiner Militärkarriere wurde er Maréchal des camps et armées du Roi. Zudem war er Lieutenant du Roi au Pays Chartrain, Gouverneur général du Maine et du  Mans, du Perche et du Comté de Laval.
Am 3. Juni 1724 wurde er als Ritter in den Orden vom Heiligen Geist aufgenommen und dann Commandeur des Ordens.

## Nachkommen
Ihre Kinder sind:
- Marie Etiennette de Bullion († 9. Oktober 1749 in Paris); ⚭ 22. Oktober 1734 Charles Anne Sigismond de Montmorency-Luxembourg (* 31. August 1721; † 21. Juli 1777 in Loches), Duc de Châtillon et d’Olonne (Haus Montmorency)
- Jacqueline Marie de Bullion († 30. Januar 1795); ⚭ 28. Dezember 1740 Guy André Pierre de Montmorency-Laval (* 21. September 1723; † 22. September 1798), Duc de Laval, Marschall von Frankreich (Haus Montmorency)
- Augustine Léonie (oder Eléonore) de Bullion (* 6. Dezember 1721; † 27. Januar 1751); ⚭ 8. April 1745 Paul Louis de Beauvilliers (* 1711; † 1757), genannt Duc de Beauvilliers[3] (Haus Beauvilliers)